# 일바르스 1세
일바르스 칸 이븐 부래캐, 일바르스 칸 이븐 뷔르개 또는 일바르스 1세(러시아어: Абу-л-Мансур Ильбарс-хан, ?? ~ 1518년; 재위 기간: 1511년 ~ 1518년)는 1511년부터 17세기 말까지 화레즘을 다스린 왕가인 아랍샤 왕조와 히바 칸국의 창건자이다. 그가 세운 아랍샤 왕조는 1511년부터 17세기 말까지 화레즘 지방을 지배했다.

## 혈통
일바르스 1세가 세운 왕조는 아랍샤 왕조라 불리는데, 이는 그들의 조상들 중 한명인 아랍샤 이븐 풀라드에게서 기원한 것이다. 아랍샤는 칭기스 칸의 맏아들, 주치의 5번째 아들인 샤이반의 후예이다. 풀라드의 또 다른 아들, 이브라힘 오글란은 아불 하이르 칸의 할아버지로, 그를 통해 또 다른 칭기스 왕조인 샤이바니 왕조가 성립되었다. 15세기에 아랍샤 왕조는 야드가르 칸의 네 아들, 부래캐(또는 뷔르개), 아불랙, 아미내크, 아바크의 지도하에 있었다.

## 생애
일바르스 1세가 속한 아랍샤 왕조를 지지한 우즈베크 부족들은 무함마드 샤이바니 칸과 동행하여 트란스옥시아나를 정복하지 않고 아랄해 북부의 초원 지대에 남아있었다. 1510년, 무함마드 샤이바니를 격파한(메르브 전투) 사파비 왕조의 이스마일 1세가 화레즘 지방을 일시적으로 정복하자, 이 지역의 도시, 바지르의 주민들이 사파비 왕조를 몰아내기 위해 일바르스를 불러들였다. 이에 일바르스와 그의 형제 발바르스 술탄은 화레즘 지방으로 가게 되었다. 우르겐치를 정복한 이후인 1511년, 일바르스는 칸으로 옹립되었다.
이때에 이르러 초원에 남아있던 아랍샤 왕조의 다른 구성원들이 일바르스에게 합류했다. 우즈베크인들은 화레즘 전체를 정복하고 화레즘 남쪽과 서쪽의 튀르크멘 부족들을 복종시켰다. 일바르스 칸은 바지르에서 화레즘 지방을 지배했다. 일바르스 칸은 1518년에 죽었다.

## 참고 문헌
- (러시아어) Гулямов Я.Г., История орошения Хорезма с древнейших времен до наших дней. Ташкент. 1957
- (러시아어) История Узбекистана. Т.3. Т.,1993.
- (러시아어) История Узбекистана в источниках. Составитель Б.В. Лунин. Ташкент, 1990
- (러시아어) История Хорезма. Под редакцией И.М.Муминова. Ташкент, 1976

| 전임 - | 제1대 히바 칸국의 칸 1511년 ~ 1518년 | 후임 술탄 하지 칸 |